# Dharmawati
Dharmawati – gaun wikas samiti w zachodniej części Nepalu w strefie Rapti w dystrykcie Pyuthan. Według nepalskiego spisu powszechnego z 2001 roku liczył on 950 gospodarstw domowych i 4925 mieszkańców (2539 kobiet i 2386 mężczyzn).